# K'acha Viuda
La K'acha viuda (del quechua K'acha= hermosa, linda) conocida también como Viuda o Viuda Negra es una elegante china supay vestida de negro de la Diablada ferroviaria. Se inspira en un personaje legendario asociado con el Tío de la mina (Supay) en las regiones mineras de Bolivia. 
Esta figura es una alegoría de la tentación, el castigo y el miedo.

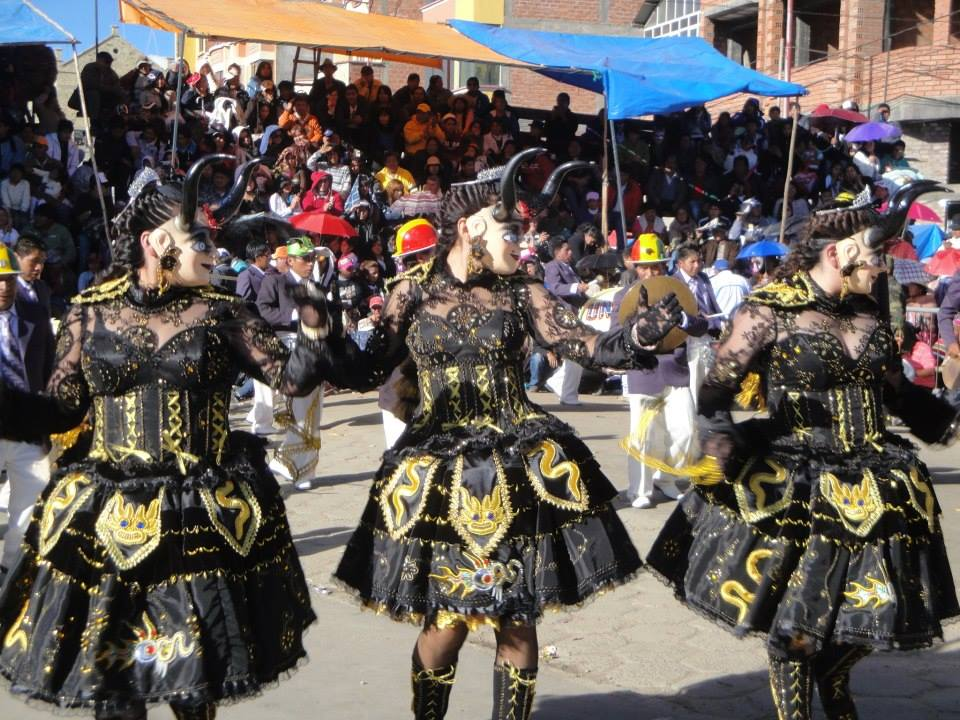
K'acha Viudas de la Ferroviaria

## La Viuda dentro de la Diablada
La presencia de una china supay vestida de negro, no es reciente. 
Existe noticia que ya en 1954 Néstor Valverde y Eduardo Blancourt, quienes personifican en esa época las celebradas chinas supays de la Fraternidad, se presentan vestidos de negro. La gente interpreta esa representación y les da el denominativo de chinas viudas.  
Aunque no se sabe a ciencia cierta el trasfondo de la elección del color de Valverde y Blancourt, la aparición de personajes vestidos de negro dentro de una diablada, no resulta aislada. En la misma década se presenta en la Diablada Ferroviaria un diablo vestido íntegramente de negro. Testimonios refieren que esta presentación se relaciona con un reciente duelo en la familia del danzarín. 
En febrero de 2013, la Diablada Ferroviaria presenta la china viuda en la Peregrinación del Carnaval de Oruro (UNESCO 2001) con el bloque K'acha Viudas, esta vez tomando inspiración en un personaje tradicional de antaño, conocido como La Viuda.
Desde entonces hasta la fecha, La Viuda se ha ido presentando en diferentes escenarios dentro y fuera de Bolivia.

## Quién es ella? al rescate de la tradición oral
En la región minera de Bolivia, la tradición oral relaciona el Tío de la mina con cuentos y leyendas de castigos y miedo. 
La leyenda de La Viuda, habla de una linda mujer, descrita a veces como una chola, que esperaba a los pasantes para tentarlos y después abandonarlos en la pampa.  
Los relatos cuentan acerca de esta cholita de negro que desde una esquina o confundida entre la algazara del Domingo de Tentaciones robaba las almas. 
En un trabajo inédito del escritor orureño Modesto Veneros Bustillos, se habla de ella y se revelan detalles de estas siniestras apariciones por las calles de Oruro. 
Se hace alusión a La Viuda en diferentes leyendas del escritor Víctor Montoya (Cuentos de la Mina) y en el libro “El precio del estaño: una tragedia boliviana” de Néstor Taboada Terán. 
En “Oruro, cuatrocientos años en su historia” (carrera de Antropología de la Universidad Técnica de Oruro 2006) se menciona a esta Viuda: 
“Muchas personas hablan de una dama (en otras ocasiones cholita) muy bonita, vestida de traje negro, provocativa, que aparecía a los borrachines. Los convencía para pasar la noche juntos y cuando aceptaban, la viuda los conducía a un dormitorio de lujo donde los abandonaba durmiendo. Al amacer la víctima despertaba en medio de un cenizal”. 
La Viuda es un espejismo realizado por El Tío. Representa su transfiguración en mujer.  
Dependiendo de su objetivo, El Tío puede ser sólo burlón o, ser mortal. El Tío se burla del Hombre a través de La Viuda y hace ver que puede manipularlo con facilidad. Pero cuando busca venganza por no haber recibido ofrendas en la mina cobra la osadía de tratar de burlarse de él y toma la vida del Hombre. 
Si bien la asociación de lo sobrenatural a la figura de una mujer, viuda o no, que tienta para robar almas no es nueva, es en Oruro donde cobra un sentido de gran espesor, porque dentro la fiesta pagano-religiosa más importante, el Diablo es un personaje importantísimo de la tradición etno-folclórica y constituye un elemento imprescindible dentro del imaginario colectivo. 

## Vestuario
El vestuario, predominantemente negro, ha conjugado armónicamente elementos propios de la danza como la pollera larga, la blusa de cuello alto, botas de cabretilla y mantilla con detalles como el velo, el pollerín y los cuernos negros.   
La china supay de negro se inspira en un personaje encontrado en leyendas orureñas que asocian al diablo con la mujer dentro del imaginario colectivo de otra época y cobra vida.